# Der Spieler (Oper)
Der Spieler (russisch: Игрок, Igrok; französisch: Le joueur) ist eine Oper in vier Akten und sechs Bildern von Sergei Prokofjew nach dem Roman Der Spieler von Dostojewski. Prokofjew komponierte das Werk in den Jahren 1915 bis 1917. Im Revolutionsjahr war jedoch nicht an eine Uraufführung zu denken. Zwölf Jahre später überarbeitete er die Oper. Die Uraufführung fand schließlich am 29. April 1929 im Théâtre Royal de la Monnaie in Brüssel statt.

## Handlung

### Erster Akt
Erstes Bild – Park eines großen Hotels in Roulettenburg
Alexej arbeitet als Hauslehrer bei einem ehemaligen russischen General, der ihn und seine Familie samt Stieftochter Polina nach Roulettenburg mitgenommen hat. Dort dreht sich alles nur um das Glücksspiel. Alexej hat im Auftrag Polinas deren Diamanten versetzt, das Geld im Spiel eingesetzt und alles verloren. Er liebt Polina, doch diese schwärmt mehr für den reichen Marquis. Der alte General wiederum macht der Halbweltdame Blanche den Hof, die allerdings nur an seinem Geld interessiert ist. Er hat sich bereits zu hohen Zinsen Geld vom Marquis geliehen und dieses beim Roulette verspielt. Alle hoffen nun auf das baldige Ableben der offenbar schwer kranken Babulenka, einer reichen Verwandten des Generals, und auf deren Erbe. Ein Telegramm kündigt an, dass sie tatsächlich nur noch wenige Tage zu leben hat. Der Marquis und Blanche drängen den General, noch einmal per Telegramm nachzufragen.
Als Blanche dem Generals von Alexejs Spielverlust erzählt, behauptet dieser, die 6000 Gulden, die er verloren hat, seien sein eigener Lohn gewesen, der sich durch zwischenzeitliche Gewinne erhöht hatte. Blanche und der Marquis raten ihm, sein Geld auf zuverlässigere Weise zu verdienen. Alexej jedoch meint, sein „tartarisches Blut“ würde sich gegen die harte Arbeit und das Leben der gewöhnlichen Menschen auflehnen. Dem Engländer Mr. Astley gefällt diese Antwort, und er lädt Alexej auf eine Zigarre zu sich ein.
Nachdem die anderen gegangen sind, macht Polina Alexej Vorwürfe wegen des verspielten Geldes. Er rechtfertigt sich damit, dass er nicht für andere spielen könne. Wenn er erst für sich selbst spiele, werde er gewinnen und ihr alles Geld geben, dass sie wünsche. Durch seine Gefühle ihr gegenüber sei er ihr „Sklave“. Doch er werde sie eines Tages töten – nicht weil er sie nicht mehr liebe oder eifersüchtig sei, sondern weil er sie „vollständig aufessen“ wolle. Sie brauche nur ein Wort zu sagen, und er werde sich in einen Abgrund stürzen. Ein solches Opfer hält Polina für „vollkommen sinnlos“.
Der General unterschreibt eine Quittung für ein weiteres Darlehen des Marquis, obwohl sie auf den doppelten Betrag des erhaltenen Geldes ausgeschrieben ist.
Um festzustellen, wie ernst es Alexej meint, fragt ihn Polina, ob er auch für sie töten würde. Als Alexej das bestätigt, fordert sie ihn auf, spaßeshalber etwas Französisches zu der deutschen Baronin Wurmerhelm zu sagen. Sie wolle keine Tragödie sehen, sondern nur lachen, wenn ihn der Baron mit seinem Stock verprügele. Alexej macht der Baronin einige stammelnde französische Komplimente und erregt dadurch den Zorn ihres Mannes.

### Zweiter Akt
Zweites Bild – Hotelhalle
Da sich der Baron beim General über Alexejs Verhalten beschwert und Konsequenzen verlangt hat, entlässt dieser Alexej aus seinen Diensten. Er untersagt Alexej sogar, sich bei der Baronin zu entschuldigen, da diese das erniedrigend finden würde. Er selbst habe den Baron bereits um Vergebung gebeten und ihm versprochen, das Alexej noch heute sein Haus verlasse. Alexej ist gekränkt wegen der Einmischung des Generals. Er fühlt sich völlig unschuldig und erklärt, dass ihn nur sein grenzenloser Respekt daran hindere, ihn zum Duell zu fordern. Er werde den Baron morgen um Aufklärung bitten. Aus Furcht vor einem neuen Skandal bittet der General den Marquis um Vermittlung.
Mr. Astley erklärt Alexej das Verhalten des Barons: Blanche, die jetzige Verlobte des Generals, war zwei Jahre zuvor mit einem italienischen Prinzen hier. Dieser verschwand plötzlich, und Blanche begann ein Verhältnis mit dem Baron, bis die Baronin der Affäre ein Ende bereitete. Jetzt möchte Blanche natürlich nicht die Aufmerksamkeit der Baronin erregen, denn das könnte ihre Heirat mit dem General gefährden. Als Mr. Astley Alexej erklärt, dass alle auf das Erbe der Babulenka warten, erkennt dieser, dass das auch für Polina gilt, denn erst dann erhält sie ihre Aussteuer. Sie wird sich dann dem Marquis in die Arme werfen.
Im Auftrag des Generals bittet der Marquis Alexej, seine Pläne aufzugeben und nicht mit dem Baron zu sprechen. Alexej weist das zurück. Der General besitzt kein Druckmittel mehr, denn er hat Alexej bereits entlassen. Selbst wenn der General dafür sorgen würde, dass er fortgeschickt würde, würde Mr. Astley an seiner Stelle zum Baron gehen. Der könne Mr. Astley, den Neffen eines Lords, nicht zurückweisen. Daraufhin gibt der Marquis Alexej einen Brief Polinas, in dem diese ihn auffordert, die Angelegenheit fallen zu lassen. Enttäuscht gibt Alexej nach. Er fragt sich allerdings, warum der Marquis eine solche Macht über Polina hat, dass sie in seinem Sinne Briefe schreibt.
Der von Blanche und dem Marquis herbeigerufene General bedankt sich für die Hilfe des Marquis und bestätigt noch einmal, dass die Babulenka sicher noch heute Abend das Zeitliche segnen werde. Doch genau in diesem Augenblick trifft die vermeintlich Todkranke persönlich mit drei Bediensteten ein. Sie weist die anderen für ihr Verhalten zurecht und erklärt, dass sie nach einer kurzen Pause zum Roulette gehen wolle. Alexej soll sie dabei beraten. Der General werde auf keinen Fall Geld von ihr erhalten.

### Dritter Akt
Drittes Bild – Hotelsalon neben dem Spielsaal
Der General ist entsetzt über die stetig steigenden Spielverluste der Babulenka, die bereits 15.000 betragen. Der Marquis tritt ein und berichtet, dass sie inzwischen ihre Sicherheiten verkaufe und schon 40.000 verloren habe. Der General möchte sie schon für verrückt erklären und verhaften lassen. Davon will der Marquis jedoch nichts wissen. Blanche zeigt dem General ihr wahres Gesicht und verhöhnt ihn wegen seines angeblichen Erbes. Marquis und Baron fordern Alexej vergeblich auf, die Babulenka vom weiteren Spiel abzuhalten. Da trifft Fürst Nilski mit der Nachricht ein, dass die Verluste bereits 100.000 betragen – nach anderen Auskünften seien es sogar schon fünf Millionen. Der General eilt mit dem Marquis in den Spielsaal. Blanche und Nilski gehen ebenfalls. Alexej ruft nach Polina, die inzwischen vom Marquis den Laufpass erhalten hat, und bietet ihr seine Hilfe an. Jetzt kehrt die Babulenka zurück und verkündet, dass sie alles verloren habe und mit Hilfe eines Kredits von Mr. Astley nach Hause reisen wolle. Immerhin besitze sie noch drei Dörfer und zwei Häuser. Polina solle mit ihr nach Moskau kommen und bei ihr leben. Diese lehnt dankend ab. Nachdem sich die Babulenka zurückgezogen hat, sucht der General verzweifelt Einlass in ihr Zimmer, doch ihr Diener Potapytsch weist ihn entschieden zurück. Der General beklagt, dass sich die undankbare Blanche jetzt diesem schäbigen Fürsten Nilski zugewandt habe.

### Vierter Akt
Viertes Bild – Alexejs Kammer
Nachdem Alexej die Babulenka zum Bahnhof gebracht hat, trifft er Polina in seinem Zimmer an. Sie zeigt ihm einen Brief des Marquis, in dem dieser ihr mitteilt, dass er nach Petersburg abreisen musste, um die Kreditsicherheiten des Generals zu Geld zu machen. Er hat kein Interesse mehr an einer Beziehung mit Polina, reduziert seine Forderungen aber um 50.000 Franken, die der General zuvor offenbar von ihr geliehen hatte. Polina ist wütend über dieses Verhalten. Sie würde ihm das Geld am liebsten ins Gesicht schleudern – doch woher soll sie es nehmen? Sie möchte weder die Babulenka noch Mr. Astley um Hilfe bitten. Da hat Alexej eine Idee. Er bittet Polina, auf ihn zu warten und eilt aus dem Zimmer.
Erstes Zwischenspiel
Fünftes Bild – Spielsaal
Inmitten einer Menge aufgeregter Roulette-Spieler setzt Alexej immer wieder auf Rot und gewinnt ein ums andere Mal. Selbst ein kurzer Rückschlag, als er zwischendurch auf das mittlere Dutzend setzt und verliert, bringt ihn nicht aus dem Konzept: „Ich muss, ich muss, ich muss gewinnen!“ Er setzt wieder erfolgreich auf Rot, bis sein Gewinn 60.000 beträgt und der Croupier den Tisch schließt. Daraufhin begibt er sich ins Nebenzimmer an einen anderen Roulettetisch, wo sich das Geschehen wiederholt, wie die Kommentare der Spieler und des Casino-Direktors zu erkennen geben. Nachdem auch der zweite Tisch geschlossen wurde, zieht er zum dritten Raum, wo er die Bank zum dritten Mal sprengt. Er verlässt das Casino schließlich mit 200.000 Gewinn. Einige Spieler empfinden das als Rache für die vielen Verlierer. Der Direktor weiß jedoch, dass Alexej wiederkommen wird: „Er ist verdammt.“
Zweites Zwischenspiel
Sechstes Bild – Alexejs Kammer
Die nachklingenden Stimmen der Spieler noch im Kopf, kehrt Alexej in sein Zimmer zurück, wo er Polina die 50.000 geben will. Sie weigert sich jedoch, das Geld anzunehmen. Sie wolle kein Geschenk und glaube auch nicht, dass sie, die Geliebte des Marquis, so viel wert sei. Wie in Hysterie ruft sie aus, dass sie Alexej hasse und er sie doch kaufen solle, wenn er sie noch wolle. Mit Mühe gelingt es Alexej, sie zu beruhigen. Sie überlegen, gemeinsam die Stadt zu verlassen und die Babulenka in Berlin einzuholen. Der kurze Moment der Hoffnung verfliegt jedoch schnell. Polina bittet Alexej um die 50.000, wirft sie ihm dann ins Gesicht und läuft davon. Alexej bleibt verwirrt zurück. Seine Gedanken wenden sich wieder dem Roulette zu: „Wer hätte das gedacht… Rot kam zwanzig Mal.“

## Gestaltung
Die Oper ist durchkomponiert und besteht aus einer durchgängigen flexiblen musikalischen Deklamation. Vorbilder waren möglicherweise Modest Mussorgskis Opernfragment Die Heirat oder Alexander Dargomyschskis Oper Der steinerne Gast. Mussorgski legte allerdings mehr Wert auf die Sprachintonation, während die Personen bei Prokofjew „singend sprechen“. Er selbst schrieb, dass ihm der große Dialoganteil der Vorlage sehr gelegen kam, da er so den Stil Dostojewskis bewahren konnte. Besonders wichtig war ihm die szenische Gestaltung – ein Aspekt der seiner Meinung nach in den russischen Opern der letzten Zeit vernachlässigt wurde. Die Instrumentation gestaltete er möglichst durchsichtig, um eine größtmögliche Textverständlichkeit zu gewährleisten. Die „üblichen gereimten Libretti“ hielt er für „vollkommen sinnlos und überlebt“. Als Höhepunkt der Oper bezeichnete er das vorletzte Bild in der Spielbank. Anstelle eines Chores, den er für unbeweglich und nicht bühnenwirksam hielt, setzte er hier eine Vielzahl von einzeln charakterisierten Solisten ein. Um das szenische Konzept zu verdeutlichen, verzichtete Prokofjew zudem auf Elemente wie Rückblenden, Erinnerungen oder Spekulationen der im Roman als Ich-Erzähler auftretenden Hauptfigur Alexej.
Die Oper besitzt vier charakteristische Hauptrollen: den Domestiken Alexej, die Großmutter („Babulenka“) als Relikt des russischen Adels, den vom Weg abgekommenen General und die junge Adlige im Konflikt zwischen Finanzen und Gefühlen. Alle anderen Personen dienen lediglich als Stichwortgeber.
Auf ariose Stellen, Chor- und Ensemblestücke verzichtete der Komponist abgesehen von kurzen deklamatorischen Einwürfen in der Rouletteszene. Für die Personen-Charakterisierung ist das Orchester zuständig. Prokofjew nutzt vokale melodische Formeln als Leitmotive, die allerdings nicht wie bei Richard Wagner symphonisch durchentwickelt werden. In der Rouletteszene, die formal als Rondo angelegt ist, repräsentiert ein spezielles Motiv das sich drehende Rad, und der hüpfende Ball fungiert als Ritornell. Die Zwischenrufe der verschiedenen Spieler tragen zur Klangfarbe bei.

### Orchester
Die Orchesterbesetzung der Oper enthält die folgenden Instrumente:
- Holzbläser: Piccoloflöte, zwei Flöten, zwei Oboen, Englischhorn, zwei Klarinetten, Bassklarinette, zwei Fagotte, Kontrafagott
- Blechbläser: vier Hörner, drei Trompeten, drei Posaunen, Tuba
- Pauken, Schlagzeug: Becken, Militärtrommel, Triangel
- Klavier
- zwei Harfen
- Streicher

## Werkgeschichte

### Entstehung
Sergei Prokofjew beschloss noch während seiner Studienzeit am Sankt Petersburger Konservatorium, Dostojewskis Roman Der Spieler von 1866 zu vertonen. Den konkreten Plan fasste er 1914 bei einem Aufenthalt in London. Der Choreograf Sergei Djagilew, dem er davon erzählte, riet ihm, stattdessen ein Ballett zu komponieren. So entstand zunächst das Ballett Ala i Lolli, das jedoch unaufgeführt blieb. Über Alexander Siloti bekam Prokofjew Kontakt zu Albert Coates, dem Dirigenten des Mariinski-Theaters, der ihm eine dortige Aufführung seiner Oper versprach. Obwohl sein Studium eigentlich abgeschlossen war, ging Prokofjew im September 1915 erneut ans Konservatorium, um den Kriegsdienst zu vermeiden. Parallel zu seinem dortigen Orgelstudium begann er im November 1915 mit der Arbeit an seiner Oper. Nach einer erneuten Lektüre des Romans erstellte er daraus das Libretto. Zum größten Teil handelt es sich dabei um gekürzte und erweiterte Originaldialoge der Vorlage. Die Rouletteszene schrieb er vollständig neu.
Prokofjews Autobiografie zufolge entstand die Oper während seiner Phase des Suchens „nach einer Sprache für starke Emotionen“. Der Klavierauszug war nach nur fünfeinhalb Monaten vollendet, und die Partitur im Januar 1917 abgeschlossen. Die erste Probe mit Orchester fand noch im Januar statt. Die Sänger protestierten jedoch gegen die ihrer Meinung nach zu schwierigen Partien, und die künstlerische Autonomie des Theaters nach der Februarrevolution führte letztlich dazu, dass die Produktion im Mai 1917 aufgegeben wurde. Der noch 1917 als Ersatz für Nikolai Bogoljubow vorgesehene Regisseur Wsewolod Meyerhold unternahm 1922 am Bolschoi-Theater und 1923 am Mariinski-Theater zwei vergebliche Versuche, das Werk unterzubringen.
In den Jahren 1927 und 1928 überarbeitete Prokofjew seine Oper und vereinfachte insbesondere die Gesangspartien und die Instrumentation. Am 5. April 1928 schrieb er an Nikolai Mjaskowski, dass daraus „im Wesentlichen eine völlige Neufassung wurde, wenn auch die Hauptthemen und der Plan bestehen blieben“. In seiner Autobiografie erinnerte sich an seine Motivation:

„Die zehn Jahre, die seit der Komposition vergangen waren, gaben mir die Möglichkeit, klar zu erkennen, was darin Musik und was mit schrecklichen Akkorden bedecktes Füllsel war. Diese Stellen warf ich hinaus und ersetzte sie durch anderes, das ich in der Hauptsache solchen Abschnitten entnahm, die ich für gelungen hielt.“

### Uraufführung
Bei der Uraufführung der Neufassung am 29. April 1929 im Théâtre Royal de la Monnaie in Brüssel wurde eine französische Übersetzung von Paul Spaak gespielt. Die Inszenierung stammte von Georges Dalman, die Bühne von Jean Delescluze und die Kostüme von James Thiriar. Die musikalische Leitung hatte Corneil de Thoran. Die Solisten waren Milorad Yovanovitch (General), Lily Leblanc (Polina), José Lens (Alexej), Simone Ballard (Babulenka), G. Rambaud  (Marquis), Emile Colonne (Mr. Astley), Yvonne Andry (Blanche), Henri Marcotty (Fürst Nilski und 1. Croupier), Georges Clauzure (Baron Wurmerhelm), Mme. Nayaert (Baronin Wurmerhelm), Jules Salès (Potapytsch und langer Engländer), Alexis Boyer (Direktor), Mr. De Roy (2. Croupier), Roger Lefèvre (dicker Engländer), Liliane Delcampe (bunte Dame), Alma Borodine (blasse Dame), Lisette Denié (Dame „comme ci comme ça“), Germaine Lamprenne (verehrungswürdige Dame), Mencette Gianini (verdächtige Alte), Maria Prick (hitziger Spieler), François Deckers (krankhafter Spieler), Hector Dognies (buckliger Spieler), Mr. Bevernage (erfolgloser Spieler) und Pol Gilson (alter Spieler).
Die Produktion erwies sich als sehr erfolgreich. Kritiker schrieben gar von „Mozart in der Tonsprache unserer Zeit“. Das Werk hielt sich in Brüssel zwei Jahre lang auf dem Spielplan.

### Rezeption
Meyerholds weitere Versuche, die Oper in Leningrad oder Moskau unterzubringen, blieben erfolglos, da der emigrierte Komponist als Systemgegner betrachtet wurde. Nach dessen Heimkehr 1936 passte das Werk nicht mehr zur aktuellen Ideologie des Sozialistischen Realismus. Daher kam es erst 1963 zu einer konzertanten russischen Erstaufführung in Moskau unter Gennadi Roschdestwenski. Weitere wichtige Aufführungen waren:
- 1953: Neapel – Inszenierung: Enrico Frigerio; Dirigent: Hermann Scherchen
- 1956: Paris – konzertante Aufführung; Dirigent: Charles Bruck[5]
- 1956: Darmstadt – deutsche Erstaufführung[1]
- 1957: Pilsen – Regie: Václav Špidla; Dirigent: Albert Rosen
- 1962: Belgrad – Dirigent: Oskar Danon; mit Valerija Heybalova und Drago Starc
- 1966: Toulouse
- 1969: Hannover
- 1969: Edinburgh
- 1970: Tartu – erste szenische Produktion in der Sowjetunion (Estnische Sozialistische Sowjetrepublik)
- 1972: Leipzig – Inszenierung: Boris Pokrowski
- 1973: München – Regie: Bohumil Herlischka; Ausstattung: Ruodi Barth; Dirigent: Heinrich Hollreiser; mit Hermin Esser, Lilian Sukis, Kieth Engen und Astrid Varnay
- 1974: Bolschoi-Theater Moskau – erste dortige szenische Produktion; Inszenierung: Boris Pokrowski; Dirigent: Alexander Lasarew
- 1980: Düsseldorf – Regie: Bohumil Herlischka; Ausstattung: Ruodi Barth; Dirigent: Friedemann Layer; mit Walter Raffeiner, Mileva Buljubasic, Alfred Kuhn und Anny Schlemm
- 1983: London, English National Opera – englische Übersetzung: Rita McAllister; Regie: David Pountney; Dirigent: Christian Badea; mit Graham Clark, Sally Burgess, John Tomlinson und Ann Howard
- 1986: Florenz – Inszenierung: Liviu Ciulei; Dirigent: Eduardo Mata; mit Jack Trussel, Daniela Dessì, Dimiter Petkow und Elena Souliotis
- 2001: Bolschoi-Theater Moskau – Uraufführung der ersten Fassung; Regie: Alexander Titel; Dirigent: Gennadi Roschdestwenski; mit Olga Guriakova als Polina[8][9]

Am Mariinski-Theater, dem ursprünglich vorgesehenen Uraufführungsort, wurde Der Spieler erstmals am 5. Dezember 1991 gespielt. Seitdem gab es dort noch zwei weitere Produktionen, die am 18. Juni 1996 bzw. am 21. Juni 2007 Premiere hatten.
1931 erstellte Prokofjew die Sinfonische Suite Vier Porträts und Finale aus Der Spieler für großes Orchester mit den fünf Sätzen „Alexej“, „Babulenka“, „Der General“, „Polina“ und „Der Ausgang“. Da die Oper nicht in voneinander abgetrennte Nummern unterteilt ist, zerpflückte Prokofjew hierfür einen Klavierauszug und sammelte die Seiten in Papierstapeln für die jeweiligen Charaktere auf dem Fußboden. Der Schlusssatz ist ein Konzentrat der Rouletteszene. Dieses Werk mit der Opus-Nummer 49 wurde am 12. März 1932 in Paris uraufgeführt.

## Aufnahmen
- 14. März 1963 – Gennadi Roschdestwenski (Dirigent), Chor und Orchester Radio Moskau.
 Gennadi Troitzki (General), Nina Poljakowa (Polina), Viktor Machow (Alexej), Tamara Antipowa (Babulenka), Andrei Sokolow (Marquis), Boris Dobrin (Mr. Astley), Anna Matjuschina (Blanche), Wladimir Tsarski (Fürst Nilski), Iwan Petuchow (Baron Wurmerhelm), Iwan Budrin (Potapytsch).
 Live.
 Melodia C 0697-0702 (3 LPs); Ultraphone ULPS 163-65 (3 LPs).[11]
- 1966 – Gennadi Roschdestwenski (Dirigent), J. Bogatirenko (Inszenierung), Chor und Orchester Radio Moskau.
 Filmdarsteller: G. Awramov (General), A. Ewdokinova (Polina), W. Babjatinski (Alexej), S. Fadejewa (Babulenka), N. Afanasiev (Marquis), A. Larionov (Mr. Astley), L. Judina (Blanche), A. Grusinski (Fürst Nilski), N. Swetlowidow (Potapytsch).
 Opernfilm; Sänger der Aufnahme von 1963; russische Fassung.
 Capriccio 93510 (1 DVD).[12]:13239
- 1982 – Alexander Lazarew (Dirigent), Orchester und Chor des Bolschoi-Theaters Moskau.
 Alexander Ognitzew (General), Makwala Karashvili (Polina), Alexei Maslennikow (Alexej), Larissa Avdejewa (Babulenka), Alexei Korolev (Marquis), Lew Vernigora (Mr. Astley), Galina Borissowa (Blanche), Witali Wlassow (Fürst Nilski), Juri Koroljew (Baron Wurmerhelm), Vitali Nartow (Potapytsch).
 Studioaufnahme; russische Fassung.
 Melodia CIO 20165 (3 LPs), Melodia MCD 162 (2 CDs), Opera d’Oro 1368 (2 CDs).[12]:13241
- 19. Mai 1983 – Christian Badea (Dirigent), Orchester und Chor der English National Opera London.
 John Tomlinson (General), Sally Burgess (Polina), Graham Clark (Alexej), Ann Howard (Babulenka), Stuart Kale (Marquis), Malcolm Rivers (Mr. Astley), Jean Rigby (Blanche), Edward Byles (Fürst Nilski), Dennis Dowling (Baron Wurmerhelm), Eric Shilling (Potapytsch).
 Live aus London; englische Fassung.
 Open Reel Tape-mr. tape 8301.[12]:13243
- März 1996 – Waleri Gergijew (Dirigent), Orchester und Chor des Mariinski-Theaters St. Petersburg.
 Sergei Alexaschkin (General), Ljuba Kazarnowskaja (Polina), Wladimir Galusin (Alexej), Jelena Obraszowa (Babulenka), Nikolai Gassiev (Marquis), Valery Lebed (Mr. Astley), Marianna Tarassowa (Blanche), Viktor Vichrow (Fürst Nilski), Andrei Chramzow (Baron Wurmerhelm), Yuri Laptev (Potapytsch).
 Studioaufnahme; russische Fassung.
 Philips 454 559-2 (2 CDs).[12]:13244
- 31. März 2001 – Waleri Gergijew (Dirigent), Temur Chkheidze (Inszenierung), Orchester und Chor der Metropolitan Opera.
 Sergej Alexashkin (General), Olga Guriakova (Polina), Wladimir Galusin (Alexej), Jelena Obraszowa (Babulenka), Nikolai Gassiew (Marquis), John Fanning (Mr. Astley), Olga Savova (Blanche), Richard Fracker (Fürst Nilski), Alexander Anisimov (Baron Wurmerhelm), Yuri Laptev (Potapytsch).
 Live aus New York; russische Fassung.[12]:13246
- März 2008 – Daniel Barenboim (Dirigent), Staatskapelle Berlin, Dmitri Tschernjakow (Inszenierung), Chor der Berliner Staatsoper.
 Vladimir Ognovienko (General), Kristīne Opolais (Polina), Misha Didyk (Alexej), Stefania Toczyska (Babulenka), Stephan Rügamer (Marquis), Viktor Rud (Mr. Astley), Silvia de la Muela (Blanche), Gianluca Pasolini (Fürst Nilski), Alessandro Paliaga (Baron Wurmerhelm), Plamen Kumpikov (Potapytsch).
 Video; live aus der Staatsoper Unter den Linden Berlin.
 Encore DVD 3400.[13]
- Dezember 2012 – Waleri Gergijew (Dirigent), Orchester und Chor des Mariinski-Theaters St. Petersburg.
 Sergei Aleksashkin (General), Tatiana Pavlovskaya (Polina), Wladimir Galusin (Alexej), Larisa Dyadkova (Babulenka), Nikolai Gassiev (Marquis), Alexander Gergalov (Mr. Astley), Nadezhda Serdyuk (Blanche), Andrei Popow (Fürst Nilski), Oleg Sychev (Baron Wurmerhelm), Andrei Spekhov (Potapytsch).
 Video; live aus dem Mariinski-Theater St. Petersburg.[14]
- August 2024 – Timur Zangiev (Dirigent), Peter Sellars (Regie), George Tsypin (Bühne), Camille Assaf (Kostüme), Wiener Philharmoniker, Konzertvereinigung Wiener Staatsopernchor.
 Peixin Chen (General), Asmik Grigorian (Polina), Sean Panikkar (Alexej), Violeta Urmana (Babulenka), Juan Francisco Gatell (Marquis), Michael Arivony (Mr. Astley), Nicole Chirka (Blanche), Zhengyi Bai (Fürst Nilski), Ilia Kazakov (Baron Wurmerhelm), Joseph Parrish (Potapytsch).
 Video; live von den Salzburger Festspielen 2024.
 Fernsehübertragung des Österreichischen Rundfunks.[15]